# غياكتين كينجي 2
غياكتين كينجي 2 (باليابانية: 逆転検事 2) هي لعبة فيديو مغامرات من إنتاج كابكوم, وهي جزء فرعي من سلسلة إيس أتورني.

## القصة
يسعى مايلز إدجوورث لإيجاد معنى لوظيفته أثناء كشفه لملابسات مجموعة من القضايا.

## الشخصيات
- مايلز إدجوورث
- كاي فاراداي
- ديك غامشو
- تاتيوكي شيغاراكي
- هاكاري ميكاغامي
- يوميهيكو إيتشياناغي
- سوتا ساروشيرو
- شي-لونغ لانغ
- لوتا هارت
- فرانزيسكا فون كارما

### هدف الإنقلاب
- جون دو
- وينستون بين
- تيكون أو
- ميكيكو هايامي
- مانوسكي نايتو
- غاي توجيرو

### سجن الإنقلاب
- شوجي أوريناكا
- ريوكين هوينبو
- فرانك سوويت
- ماري ميوا
- ريجينا بيري

### وراثة الإنقلاب
- إيسّيه تنكاي
- تسوكاسا أوياشيكي
- غريغوري إدجوورث
- مانفريد فون كارما
- تيريل باد
- ديليسي سكون
- يوتاكا كازامي
- إيساكو هيودو
- لاري باتز

### نسيان الإنقلاب
- إيما سكاي
- تسوباسا كاغومي
- توكو موتو
- أوتومي إيتامي
- بانساي إيتشياناغي

### الإنقلاب الهائل
- شيلي دي كيلر
- ريوجي كاميه
- شيمون أيزاوا

## وصلات خارجية
- ويكي إيس أتورني
- غياكتين كينجي 2 في قاعدة بيانات الرواية المرئية